# لودوی درشه
لودوی درشه (دانمارکی: Ludvig Drescher; ۲۱ ژوئیهٔ ۱۸۸۱ – ۱۴ ژوئیهٔ ۱۹۱۷) بازیکن فوتبال اهل دانمارک بود.
وی به‌همراه تیم ملی فوتبال دانمارک به مدال نقره در بازی‌های المپیک تابستانی ۱۹۰۸ و ۱۹۱۲ رسیده‌است.